# NGC 4811
NGC 4811 је спирална галаксија у сазвежђу Кентаур која се налази на NGC листи објеката дубоког неба.
Деклинација објекта је - 41° 47' 51" а ректасцензија 12h 56m 52,3s. Привидна величина (магнитуда) објекта NGC 4811 износи 13,1 а фотографска магнитуда 14,0. NGC 4811 је још познат и под ознакама ESO 323-47, MCG -7-27-19, AM 1254-413, DCL 411, PGC 44201.